# IC 2631
IC 2631 (nota anche come Ced 112) è una nebulosa a riflessione visibile nella costellazione del Camaleonte.
Si individua nella parte settentrionale della costellazione, circa 3° a nordest della stella δ Chamaeleontis, di quarta magnitudine; giace sul confine con la Carena e sul bordo settentrionale di una nebulosa oscura estesa per alcuni gradi, la cui presenza può essere rilevata dall'assenza di stelle di fondo nella sua direzione. La sua declinazione è fortemente australe, al punto che può essere osservata quasi esclusivamente dalle regioni dell'emisfero australe terrestre, sebbene sia visibile, molto bassa, sull'orizzonte, anche pochi gradi a nord dell'equatore.
IC 2631 è la nebulosa a riflessione più luminosa facente parte della Nube del Camaleonte, una nube molecolare in cui hanno luogo dei fenomeni di formazione stellare generanti stelle di piccola massa; questa nube riveste una grande importanza nello studio della formazione dei sistemi planetari e delle nane brune. La stella responsabile dell'illuminazione dei gas in direzione di IC 2631 è la giovanissima stella HD 97300; si tratta di una stella T Tauri con emissioni nell'infrarosso, al punto che possiede anche la sigla Ced 112 IRS 3. Questa stella fa parte dell'associazione Chamaeleon T1, un gruppo di stelle T Tauri legato fisicamente alla nube Chamaeleon I, in cui si sono formate; questa nube, che costituisce la sezione più settentrionale della Nube del Camaleonte, è quella che presenta la maggiore attività di formazione stellare, dell'intero sistema nebuloso di cui fa parte.